# Mecklenburgisches Orgelmuseum
Het Mecklenburgisches Orgelmuseum is een museum in Malchow in de Duitse deelstaat Mecklenburg-Voor-Pommeren. Het museum richt zich op kerkorgels en werd opgericht in 1997.
De oprichting is min of meer uit toeval ontstaan, doordat het doel opgepakt werd om orgels te behouden die in verval raakten in bouwvallige kerken. De redding van dergelijke orgels is nog steeds het primaire doel van het museum. 
Als oprichtingsdatum geldt 1 oktober 1997 toen een orgelbouwer in dienst werd genomen. In de werkplaats worden alle binnenkomende orgels schoongemaakt en geconserveerd. De meeste orgels zijn in leen afgegeven en worden in principe niet gerestaureerd. Alleen de interessante museumstukken worden in het museum tentoongesteld voor het publiek. Alle overige stukken komen in het depot terecht. Er staat ook een model dat de werking van een orgel laat zien en er staat een orgel dat door de bezoekers zelf bespeeld kan worden.
Er is een bibliotheek opgebouwd met rond de duizend vaktechnische boeken en zeshonderd grammofoonplaten die op afspraak uitgeleend worden. In het museum wordt daarnaast onderzoek gedaan naar de orgelgeschiedenis, die in  Mecklenburg bouwt op een tweeduizend jaar oude traditie.
Het museum bevindt zich in de Klosterkirche en de voormalige parochiewoning. De kerk werd tussen 1847 en 1849 gebouwd. Tussen 1888 en 1890 volgde nog een restauratie vanwege brandschade. Sinds het midden van de jaren negentig zijn de gebouwen in het bezit van de stad Malchow. Het parochiehuis dient als kantoor, werkplaats en expositieruimte. Het orgelmuseum, evenals drie andere musea in de stad, wordt beheerd door een culturele vereniging. In het museum worden geregeld concerten opgevoerd en daarnaast wordt de locatie gebruikt voor bruiloften.

## Impressie

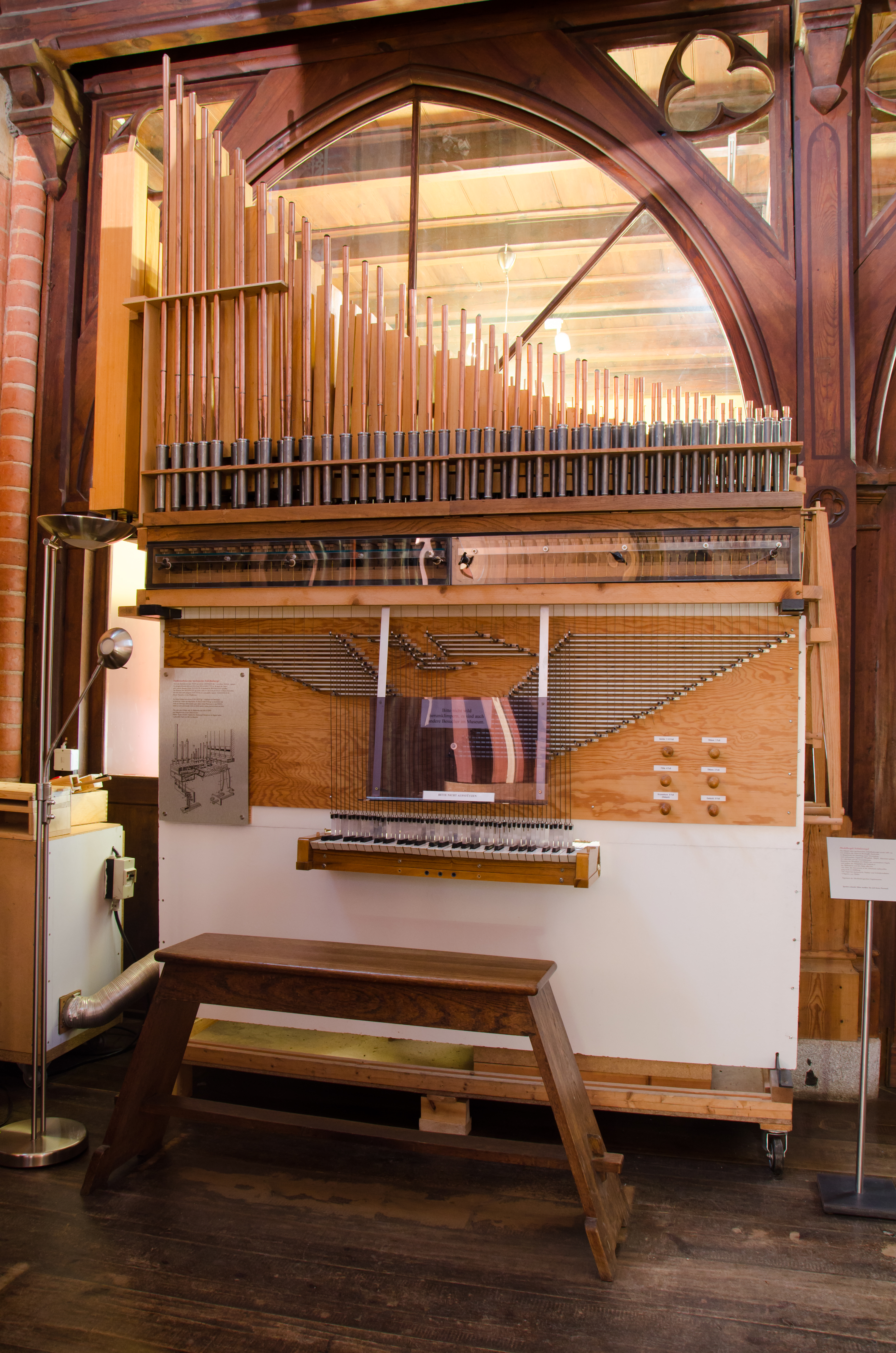
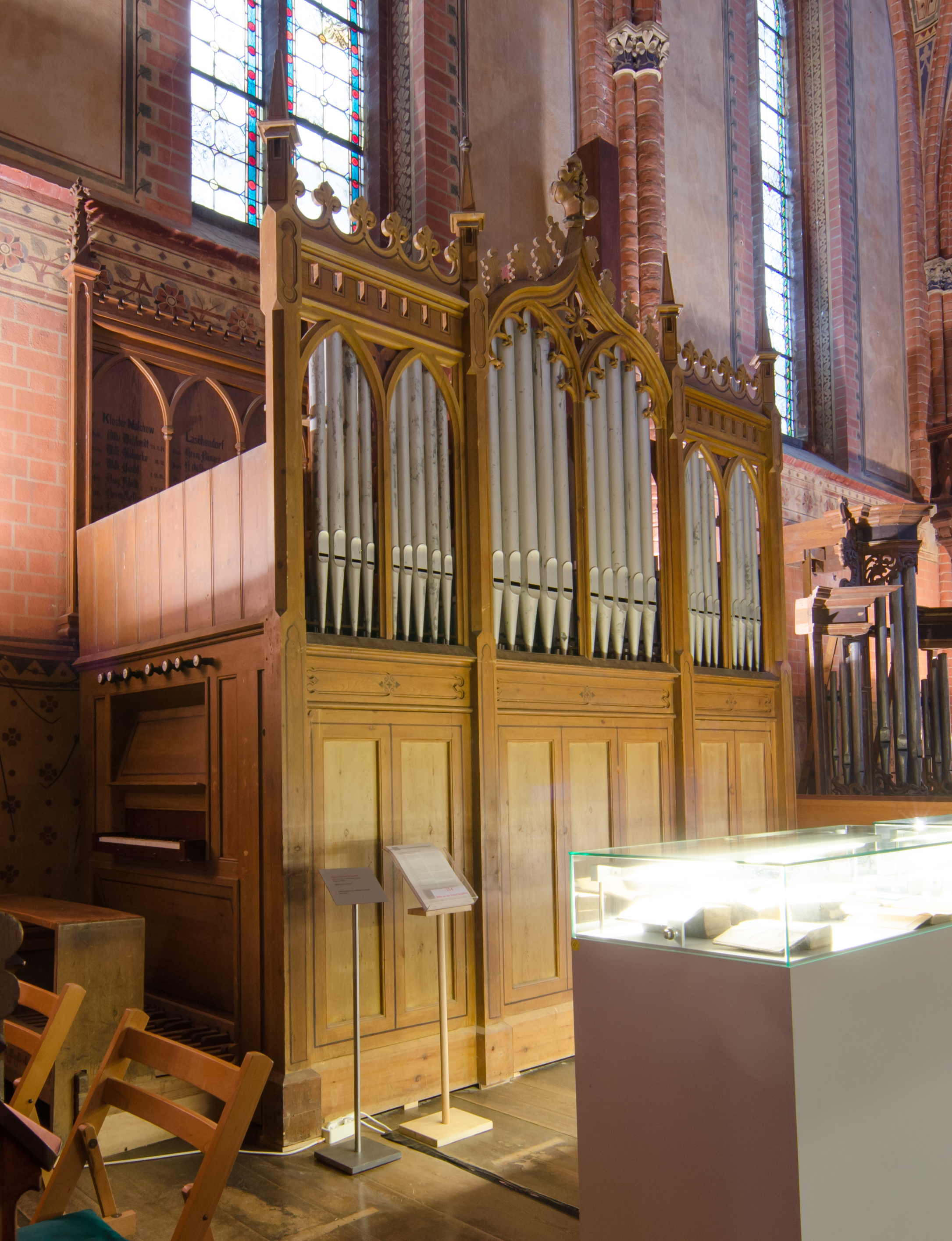
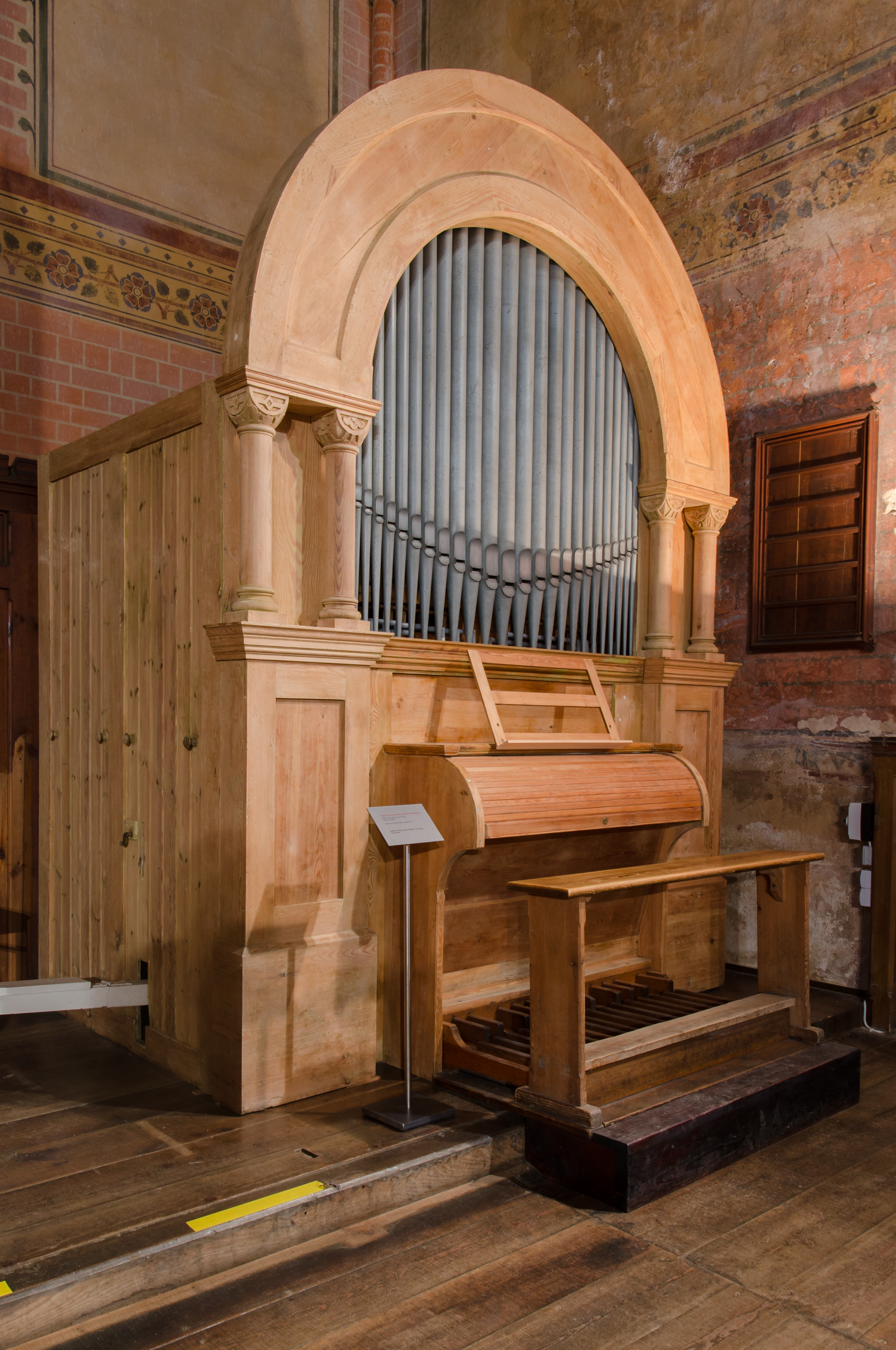
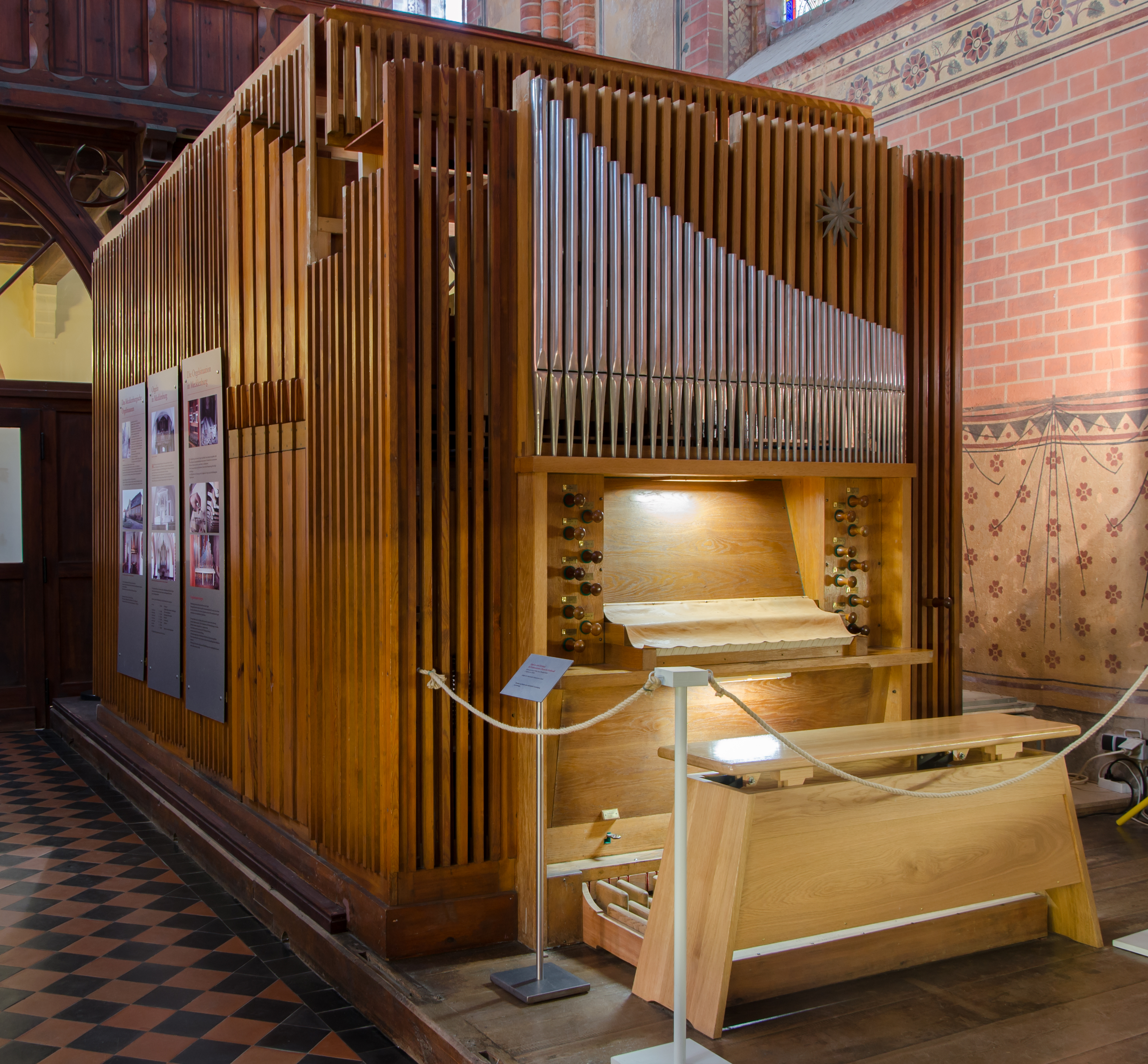
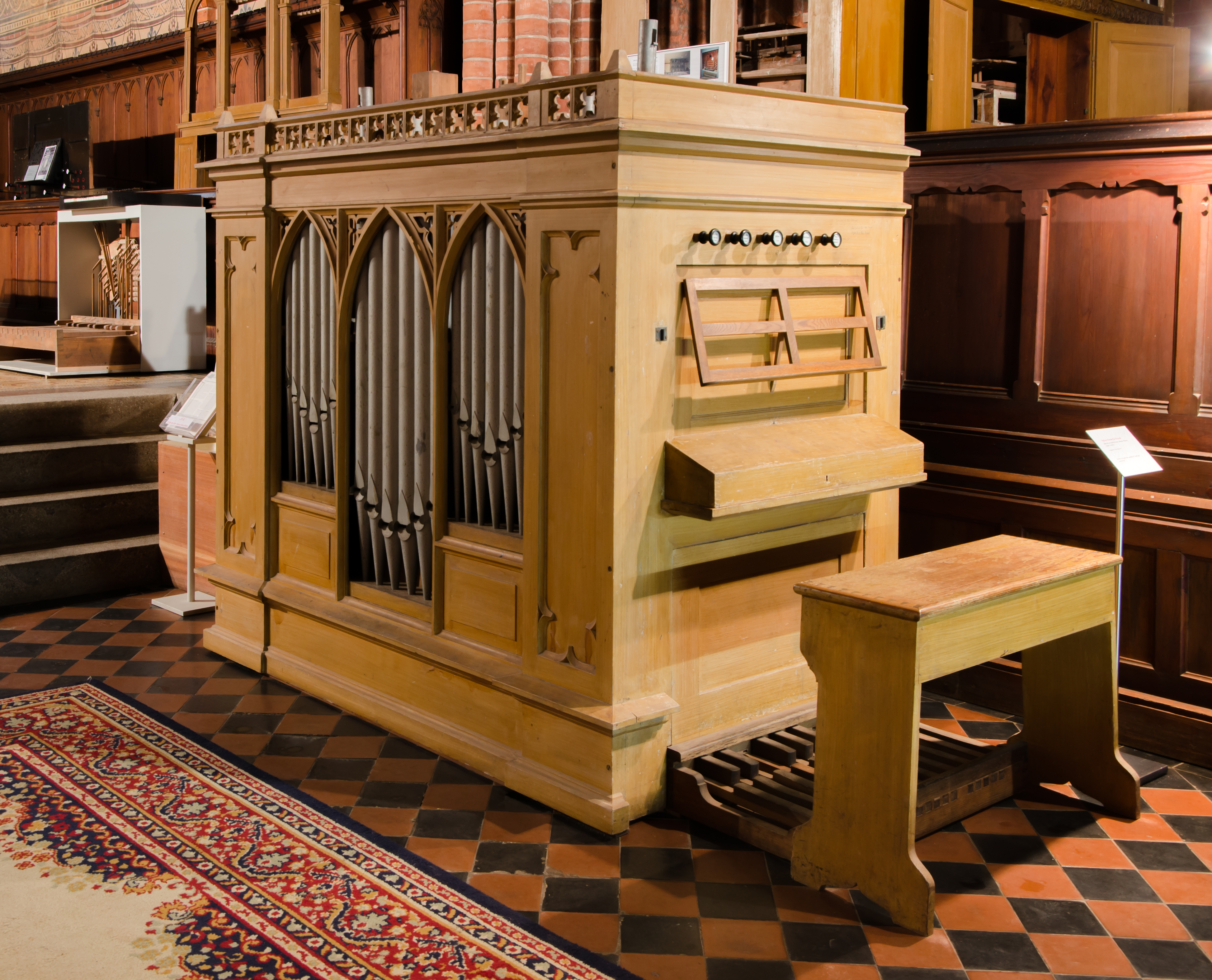
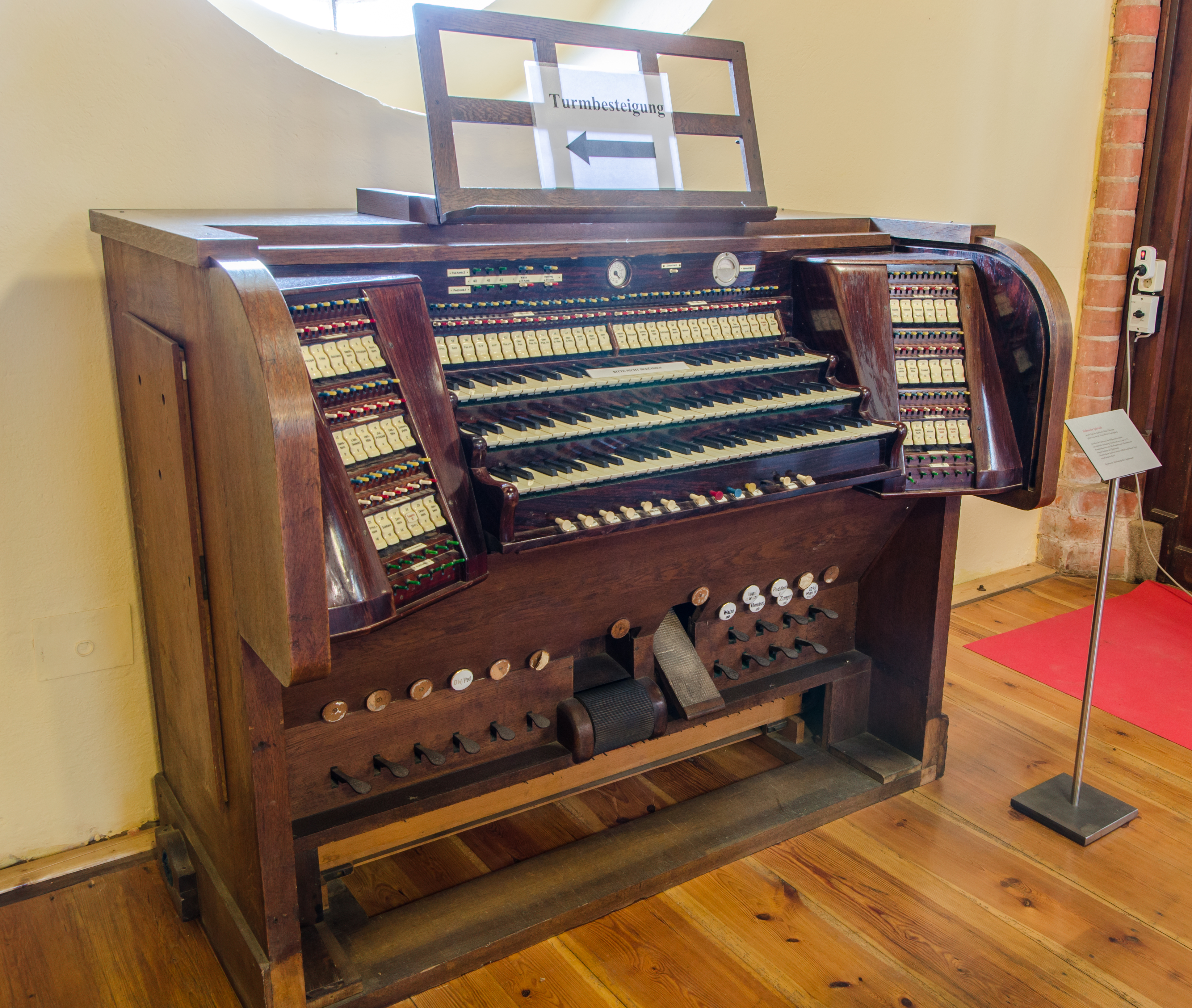
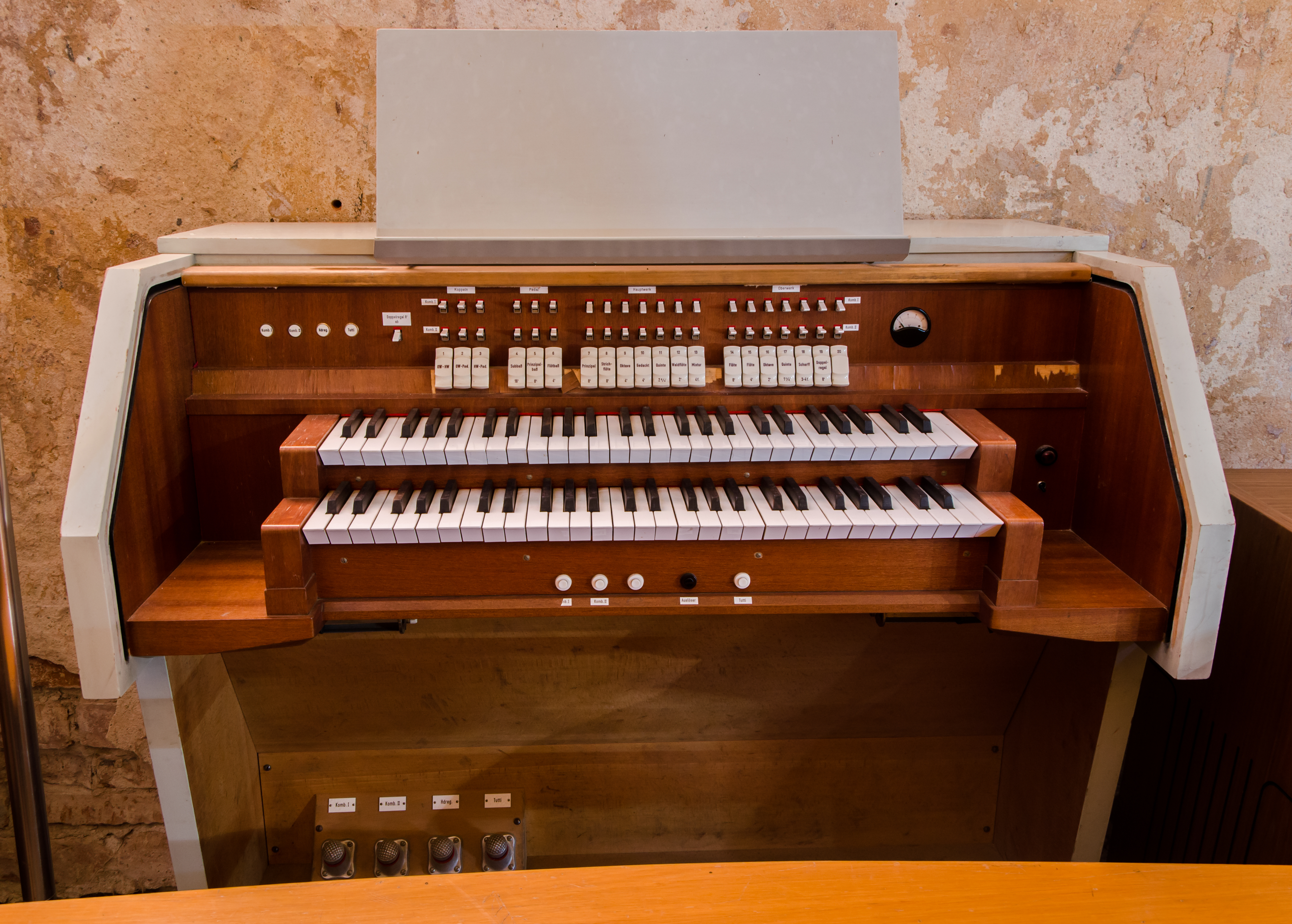